# Fabiola Sánchez
Fabiola María Sánchez Jiménez (Alajuela, Costa Rica, 9 de abril de 1993) es una futbolista costarricense que juega como defensa en el F.C. Ramat HaSharon de la Ligat Nashim de Israel. Es internacional absoluta con la selección de Costa Rica.
Sánchez disputó la Copa Mundial 2015 con sede en Canadá. Realizó su debut en el tercer partido contra la selección sudamericana de Brasil, ingresó de cambio al minuto 86 por Katherine Alvarado, para después finalizar con derrota en el marcador 0-1. Costa Rica se ubicó en la tercera posición con 3 puntos, en la primera fase de grupos.

## Clubes
| Club                     | País       | Año       |
| ------------------------ | ---------- | --------- |
| UCEM Alajuela            | Costa Rica | 2010-2012 |
| Speranza Osaka-Takatsuki | Japón      | 2016      |
| F.C. Ramat HaSharon      | Israel     | 2017-2019 |
| CODEA Alajuela           | Costa Rica | 2019-2020 |
| F.C. Ramat HaSharon      | Israel     | 2020-2021 |
| L.D Alajuelense          | Costa Rica | 2021      |
| F.C. Ramat HaSharon      | Israel     | 2021-Act. |

## Palmarés

### Títulos internacionales
| Título                  | Equipo                  | Sede       | Año  |
| ----------------------- | ----------------------- | ---------- | ---- |
| Juegos Centroamericanos | Selección de Costa Rica | Costa Rica | 2013 |